# SEDSAT-1
SEDSAT-1 (auch SEDSAT-OSCAR 33) ist ein US-amerikanischer Amateurfunksatellit.
Er wurde an der University of Alabama in Huntsville gebaut und am 24. Oktober 1998 als Sekundärnutzlast zusammen mit der Raumsonde Deep Space 1 mit einer Delta-II-Rakete am Cape Canaveral Launch Complex 17 in einen Low Earth Orbit gestartet.
Der 35 kg schwere Satellit ist nach der Initiative Students for the Exploration and Development of Space (SEDS) benannt. Er sollte seine Bildaufnahmen im Internet zugänglich machen sowie zusätzlich als Lineartransponder und als Digipeater für Packet Radio verwendet werden. Wegen Problemen mit der Spannungsversorgung funktionierte der Satellit nicht zufriedenstellend.